# Talpó comú
El talpó comú (Microtus duodecimcostatus) és una espècie de rosegador que es troba a la península Ibèrica i França.

## Descripció
És un talpó de potes curtes i orelles molt petites que queden amagades entre els pèls del cap. La cua és curta: fa, a tot estirar, 1/3 de la longitud del cap més el cos. Tot i que mena una vida totalment subterrània i cavadora, les seves extremitats no presenten adaptacions especials per a excavar, llevat de les ungles de les mans, més llargues i robustes que les dels peus.
El pelatge és bru grisós pel dors, més groguenc pels flancs i encara més clar amb tonalitats grises pel ventre. La cua presenta un color força clar, tirant a crema, tant per la part superior com per la inferior.
Dimensions corporals: cap + cos= 9 - 11 cm; cua = 2 - 3,5 cm
Pes: 19 - 32 g.

## Hàbitat
Espais oberts, preferentment camps de conreu -d'alfals, de naps, de remolatxes, de fruiters (pomeres, pereres), etc.-, on pot arribar a causar veritables estralls. També se'l pot trobar en hàbitats curiosos, com per exemple als talussos i als parterres separadors de les autopistes, on s'ha fet localment molt abundant.

## Costums
Colonial i fonamentalment diürn, és el més subterrani de tots els talpons. Totes les activitats les realitza a sota terra, en unes galeries llargues i tortuoses que ell mateix excava. Allà cerca aliment (arrels, bulbs, tubercles), reposa, s'aparella, cria, etc. Solament surt a la superfície per iniciar l'excavació d'una nova galeria o per cercar menjar que no troba sota el sòl, com per exemple fruits caiguts dels arbres.

## Rastre
La terra que treu de les galeries l'acumula a la superfície en uns pilonets semblants als de la rata talpera, però de mida més petita i amb la terra més engrunada.

## Sinònims
- centralis, Miller, 1908
- flavescens, Cabrera, 1924
- fuscus, Miller, 1908
- ibericus, Gerbe, 1854
- pascuus, Miller, 1911
- provincialis, Miller, 1909
- regulus, Miller, 1909

## Espècies semblants
Els altres talpons de tons marronosos tenen la cua bicolor, més fosca per sobre que per sota.